# Lac Kokanee (Washington)
Pour les articles homonymes, voir Kokanee.
Le lac Kokanee, aussi connu sous le nom de Lower Lake Cushman, est un lac de 607 000 m2 au nord de la rivière Skokomish dans le Comté de Mason (Washington).
C'est un lac artificiel, lié au barrage Cushman, fournissant de l'énergie électrique.